# Haßlinghauser Rücken
Der Haßlinghauser Rücken ist eine Naturräumliche Einheit mit der Ordnungsnummer 3371.15. In Wuppertal werden von der Bevölkerung, von offiziellen Stellen der Stadt Wuppertal und von der örtlichen Presse die zu dem Höhenzug gehörenden Erhebungen nördlich der Wupper lokal als Wuppertaler Nordhöhen bezeichnet.
Der langgestreckte Rücken erstreckt sich als Abfolge flacher, leicht gewellter Höhenzüge in Form eines schmalen Streifens in Ost-West-Richtung nördlich der Wupper-Ennepe-Talfurche. Er beginnt am Rand des Hagener Kessels auf der Halle im Volmetal zwischen Hagen und Vorhalle und verläuft über Hagen-Geweke, Hagen-Spielbrink, Wetter (Ruhr)-Schmandbruch, Gevelsberg-Berge, Gevelsberg-Asbeck, Sprockhövel-Haßlinghausen, Wuppertal-Nächstebreck, Wuppertal-Hatzfeld, Wuppertal-Uellendahl, Wuppertal-Katernberg bis zum Norden von Wuppertal-Vohwinkel mit dem Waldgebiet Osterholz an der Grenze zu Haan-Gruiten.
Im Westen im Osterholz beträgt die Höhe ca. 200 m, steigt bis auf 300 m bei Einern und Schmiedestraße an und fällt auf 250 m bei Haßlinghausen ab. Der Rücken besteht geologisch aus flözleeren oberkarbonischen oder oberdevonischen Grauwacken, Schiefern, Sandsteinen oder Quarziten. Der aus gerundeten Härtlingsrücken und dazwischenliegenden Mulden strukturierte Rücken fällt im Nordosten 120 m tief zur Ardeypforte  (Naturräumliche Einheit 3371.4) bei Wetter-Volmarstein ab. Mit einem Winkel von 30° ist der Abfall zur unteren Volme schroff, dagegen ist der Abfall im Süden zur unteren Ennepe sanft und zur mittleren Wupper deutlich terrassiert. Im Nordwesten geht der Haßlinghauser Rücken über kleinkupigges Gelände in das Märkische Schichtrippenland (Naturräumliche Einheit 3371.13) über. Im Westen bildet der Rücken die Wasserscheide zwischen den Flusssystemen der Wupper und der Ruhr. Die Böden sind meist mittelgründig, sandig-lehmig bis steinig mit mäßig entwickelten Braunerdehorizonten.
Das namentliche und naturräumliche Gegenstück zu den Nordhöhen bilden die Südhöhen südlich der Wupper.